# Lingue romanze meridionali
Le lingue romanze meridionali costituirebbero, secondo Ethnologue e Glottolog, un sottogruppo comprendente la lingua sarda (classificata come una macrolingua comprendente anche il sassarese e gallurese) e il corso antico; le due isole mediterranee condividerebbero un relativo arcaismo linguistico. 

Con l'eccezione dei dialetti corsi settentrionali, tali isoglosse, per quanto tipologicamente ascritte a sistemi linguistici differenti, condividono un aspetto fonologico marcatamente conservativo individuato per la prima volta da Heinrich Lausberg, ovvero la defonologizzazione (ogni coppia di vocali confluisce nello stesso suono).
Si ritiene che, ad oggi, il sardo costituisca l'unico rappresentante vivente di tale gruppo, una volta subentrata l'estinzione dei dialetti afro-romanzi, che ne costituivano il bacino maggiore, e dei dialetti còrsi precedenti alla toscanizzazione dell'isola.

## Storia
Le isole di Sardegna e Corsica furono annesse dai latini rispettivamente negli anni 238-237 a.C., facendo di esse amministrativamente una provincia; la sua situazione rimase nel complesso marginale con una scarsa romanizzazione, soprattutto dovuta alla presenza dei reparti militari, e con una forte permanenza della cultura locale. Seneca, che visse esiliato in Corsica per otto anni della sua esistenza, riferisce che il latino si parlava solo nelle colonie romane, mentre la popolazione indigena parlava uno o più idiomi a lui incomprensibili.
Purtuttavia, lo stato di isolamento di queste due isole avrebbe fatto in modo da determinare lo sviluppo di lingue aventi poca o nulla relazione con i restanti territori della Romània.

## Classificazione
- Corso antico - Corsica;
- Lingua romanza d'Africa (ipotesi)
- Sardo (sardu):
  - Sardo logudorese (sardu logudoresu) - Sardegna;
  - Sardo campidanese (sardu campidanesu) - Sardegna.
  - Sardo gallurese (gadduresu) - Sardegna;
  - Sardo sassarese (sassaresu) - Sardegna

## Galleria d'immagini

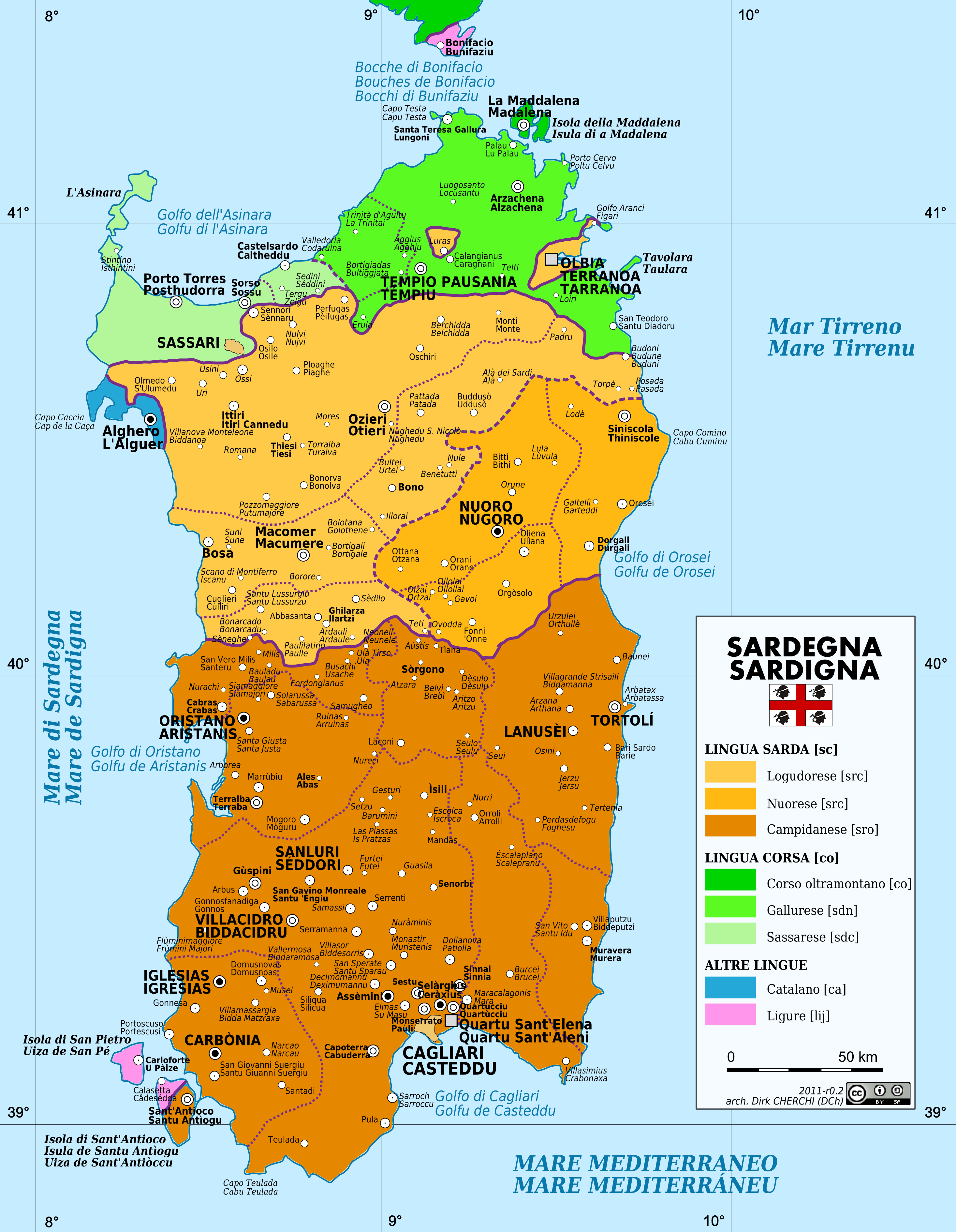
Carta linguistica della Sardegna